# Mariene ecoregio Tweed-Moreton
De Mariene ecoregio Tweed-Moreton (202) (Engels: Tweed-Moreton marine ecoregion) is een biogeografische regio en ligt in het zuidwesten van de Grote Oceaan in de Mariene provincie Oost-Centraal Australisch Plat (55) in het Marien rijk Gematigd Australazië. De mariene ecoregio is vastgesteld door het World Wide Fund for Nature en The Nature Conservancy en is vernoemd naar de Tweed River en Moretoneiland.
In het noordwesten grenst het gebied aan de mariene ecoregio Centraal en Zuidelijk Groot Barrièrerif (143), in het noorden aan de mariene ecoregio Koraalzee (150), in het zuidoosten aan de mariene ecoregio Lord Howe-eiland en Norfolk (151) en in het zuiden aan de mariene ecoregio Manning-Hawkesbury (203).

## Geografie
De mariene ecoregio ligt in het zuidwesten van de Grote Oceaan voor de oostkust van Australië. Het gebied ligt in de Koraalzee en de Tasmanzee en strekt zich uit van ten zuiden de stad Agnes Water tot de plaats Toormina en omvat onder andere de wateren rond de eilanden Fraser Island, Moretoneiland en North Stradbroke-eiland.
Door het gebied stroomt de Oost-Australische stroom.

## Biogeografie
Het gebied kent zeeleven dat houdt van gematigde temperaturen.